# Antepipona aestimabilis
Antepipona aestimabilis är en stekelart som beskrevs av Giordani Soika 1989. Antepipona aestimabilis ingår i släktet Antepipona och familjen Eumenidae. Inga underarter finns listade i Catalogue of Life.